# Belmonte Piceno
Belmonte Piceno è un comune italiano di 548 abitanti della provincia di Fermo nelle Marche.

## Origini del nome
Il toponimo Belmonte è attestato sin dalla fine del XIII secolo, e indica che il paese sorge in una posizione elevata e con buona vista sul circondario; l'aggettivo Piceno, aggiunto dal 21 febbraio 1863 in ricordo dei primi abitatori del territorio, per distinguerlo da vari altri "Belmonte" presenti in Italia.

## Geografia fisica
Il paese, distante da Fermo 16,4 km in linea d'aria e 22,3 km su strada, è collocato a circa metà strada tra il mare Adriatico e i Monti Sibillini. 
Sorge in una posizione panoramica su una dorsale collinare che, da mare a monte, inizia presso Fermo e prosegue poi verso l'interno, procedendo in media da est-nord-est a ovest-sud-ovest e segnando i territori su cui sorgono anche Grottazzolina, Belmonte Piceno e Servigliano antica; qui la dorsale piega a sud, innalzandosi progressivamente e terminando a Santa Vittoria in Matenano.
Per tutta la sua lunghezza questa dorsale funge da spartiacque tra il bacino fluviale del Tenna a nord, e quello dell'Ete Vivo a sud. Lungo i due fiumi corrono i confini del territorio comunale, rispettivamente a settentrione e meridione; il versante rivolto verso il Tenna è più ripido dell'altro che guarda verso l'Ete Vivo. In quest'ultimo versante, presso la contrada Colle Ete, vicino al letto del fiume si trovano i caratteristici «vulcanelli di fango», che sono espressioni di fenomeni geologici noti come vulcanesimo sedimentario.

## Storia

### La necropoli di Belmonte Piceno

Scultura in ambra di un leone e di una leonessa, scoperta nella necropoli picena di Belmonte Piceno (VI sec. a.C.)

Già nei primi del Novecento il professor Silvestro Baglioni raccolse reperti dalle tombe trovati dai contadini, ma solo con gli scavi governativi effettuati tra il 1909 e 1911 nella necropoli di Colle Ete, si portarono alla luce oltre 200 sepolture, databili dall'VIII al V secolo a.C. Alcune di queste con corredo tombale ricchissimo, appartenenti ai membri della fascia sociale più alta della comunità.
La più importante in assoluto è la "tomba del Duce", un principe seppellito intorno alla metà del VI secolo a.C., con sei carri a due ruote e un armamento quasi completo, composto da dischi-corazza in bronzo, schinieri figurati, lance, pugnali, spade, teste di mazza e quattro elmi in bronzo, due corinzi e due piceni. In questa sepoltura sono state trovate le due famose anse in bronzo che raffigurano un guerriero oplita con due cavalli affiancati, chiamato "il signore dei cavalli".
Furono scoperte anche due sepolture di donne, con carri a due ruote, che erano ricoperte da fibule in ambra decorata, di gusto greco e piceno, nonché da molte fibule e pendagli in bronzo. La particolarità fu il ritrovamento di lance e teste di mazza in ferro, che ha fatto da subito coniare la definizione di "tombe delle Amazzoni", donne di potere, madri, spose o figlie dei principi.
Almeno quindici sepolture contenevano un carro a due ruote, solitamente posto nella fossa tombale, ad un livello più alto rispetto al defunto. Notevole è il grande numero di tombe di guerrieri con elmi in bronzo, documentati con ben venticinque esemplari. Le sepolture erano ricche di oggetti d'ambra (orecchini, vaghi di collana, amuleti, bulle, pendagli, fibule) e di bronzo (pettorali, pendagli, torques, fibule, collane, armille, bottoni e anelli a nodi). Oggetti commissionati sono senza dubbio le fibule con nuclei di ambra raffiguranti leoni, realizzate o da un artigiano greco che lavorava per i signori piceni o da un artigiano locale che aveva acquisito le tecniche di lavorazione e lo stile da maestri greci. Famose sono due figurine femminili alate, in osso, di stile orientale, con le teste intagliate in ambra, che si reputano raffigurazioni della dea Cupra.

### Simboli
Lo stemma e il gonfalone sono stati concessi con D.P.R. 11 ottobre 1983.
Il gonfalone è un drappo di giallo.

## Società

### Evoluzione demografica
Abitanti censiti

## Monumenti e luoghi di interesse

### Architetture religiose

#### Chiesa di Santa Maria in Muris
Sorge su un'altura a 263 metri di altitudine a pochi metri dal borgo medievale di Belmonte Piceno, la vista che si ha del colle che ospita la chiesa è di 360°, tra la valle del fiume Tenna e la valle del fiume Ete.
La costruzione di origine romana si distingue per la sua originale costruzione con facciata a torre che denota la caratteristica di doppia funzione spirituale e difensiva.
Il nome S. Maria in Muris ne rende note la nascita della chiesa su vecchie mura risalente ad epoca romana.
L’edificio romano probabilmente era un'edicola del I sec. a.C., costruita da un probabile ex-soldato romano che dopo aver prestato servizio nelle legioni romani, gli fu donato un terreno nel territorio del Picenum dove costruire la propria dimora . Ogni villa romana veniva accompagnata dalla costruzione di un'edicola ove riporre le urne cinerarie dei famigliari defunti. Una lapide incastonata nella facciata della chiesa testimonia l’edicola esistita.
Dopo la caduta di Roma, giunsero nuovi dominatori nei nostri territori i Longobardi, l’attuale costruzione turrita e databile proprio al periodo longobardo, dal Registro di Farfa (prov. di Rieti) vengono appunto le più antiche notizie di questo edificio . Si attesta infatti la donazione di questa costruzione da parte di una nobildonna di origine longobarda Albagia ai monaci farfensi . L’utilizzo di materiale di recupero sulla facciata di altre epoche e anche testimonianza della ricostruzione della chiesa in questo periodo storico, perché era peculiarità dell’arte longobarda apporre su i propri edifici materiali di particolare pregio di epoche diverse, come a rimarcare il loro potere e importanza.

#### Chiesa del SS. Salvatore
Costruita tra il 1771 e il 1776, per decisione dell'arcivescovo fermano cardinale Urbano Paracciani su disegno architettonico di Domenico Fontana, con l'opera del maestro urbanista Piero Augustoni.
La facciata in laterizi e ornata da paraste laterali che corrono fino a metà edificio e lesene terminanti con capitelli dorici, sulla sommità padroneggia un frontone triangolare con al centro il simbolo cristiano della croce. All'interno della chiesa ad unica navata troviamo tre altari in stucco che incorniciano affreschi di diversi autori, fra i quali spiccano Filippo Ricci, Armando Moreschini e Giuseppe Toscani, quest'ultimo ha realizzato l'affresco nell'abside del Cristo Santissimo Salvatore e l'affresco dei Quattro evangelisti presente nella volta a botte della navata. Di notevole pregio è il gruppo scultoreo della Pietà, opera lignea del XV secolo circa. Altro prestigioso manufatto è la Santa Croce in un prezioso reliquario d'argento che conserverebbe al suo interno una piccola parte della Santa Croce.

## Cultura

### Musei

#### Museo archeologico comunale
Il Museo archeologico comunale fu inaugurato il 4 ottobre 2015 e vi trovano posto alcuni dei reperti rinvenuti nella necropoli di Colle Ete. Una raccolta di manufatti, armi e gioielli, in bronzo e ambra, che racconta il popolo piceno, stanziatosi nel territorio in epoca arcaica. Si possono osservare anse di vasi in stile ellenico, ceramiche dipinte, o in bucchero, commerciate con gli Etruschi, monili in bronzo rinvenuti nelle tombe delle amazzoni, ruote di carri da guerra e un elmo corinzio. Tutto questo nobilitato anche da sapienti intarsi di ambra baltica. Infine, sono esposti ricostruzioni e foto originali degli scavi, fatti dall'allora soprintendente Dall'Osso e dal professor Baglioni.

### Eventi
Una festività molto importante che si svolge a Belmonte Piceno il 3 maggio è Santa Croce.

## Amministrazione
| Periodo        | Periodo        | Primo cittadino   | Partito                                            | Carica  | Note          |
| -------------- | -------------- | ----------------- | -------------------------------------------------- | ------- | ------------- |
| 1º luglio 1985 | 8 giugno 1990  | Silvio Sebastiani | Democrazia Cristiana                               | Sindaco | [ 17 ]        |
| 8 giugno 1990  | 21 giugno 1991 | Silvio Sebastiani | Democrazia Cristiana                               | Sindaco | [ 17 ] [ 18 ] |
| 1º luglio 1991 | 24 aprile 1995 | Lucio Giustini    | Democrazia Cristiana                               | Sindaco | [ 17 ]        |
| 24 aprile 1995 | 14 giugno 1999 | Lucio Giustini    | Lista civica                                       | Sindaco | [ 17 ]        |
| 14 giugno 1999 | 14 giugno 2004 | Lucio Giustini    | Lista civica                                       | Sindaco | [ 17 ]        |
| 14 giugno 2004 | 8 giugno 2009  | Danilo Pallotti   | Lista civica                                       | Sindaco | [ 17 ]        |
| 8 giugno 2009  | 26 maggio 2014 | Danilo Pallotti   | Lista civica                                       | Sindaco | [ 17 ]        |
| 26 maggio 2014 | 27 maggio 2019 | Ivano Bascioni    | Lista civica Libera scelta                         | Sindaco | [ 17 ]        |
| 27 maggio 2019 | 10 giugno 2024 | Ivano Bascioni    | Lista civica Libera scelta                         | Sindaco | [ 17 ]        |
| 10 giugno 2024 | in carica      | Ivano Bascioni    | Lista civica Presente e futuro per Belmonte Piceno | Sindaco | [ 17 ]        |

## Sport

### Ciclismo
La Polisportiva Belmontese è l'associazione ciclistica di Belmonte Piceno, organizza e partecipa ad eventi sportivi di rilevanza regionale.

### Calcio a 11
La squadra locale, l'A.S.D. Belmonte Piceno milita nel campionato UISP.